# The Sex Monster
Pour plus de détails, voir Fiche technique et Distribution.
The Sex Monster (en français : Le Monstre sexuel) est un film américain réalisé par Mike Binder, sorti en 1999. 

## Synopsis
Martin « Marty » Barnes, un homme d'affaires névrosé (joué par le réalisateur et scénariste Mike Binder), travaille comme entrepreneur en bâtiment à Los Angeles. Il tente de pimenter sa vie sexuelle avec sa femme Laura (Mariel Hemingway) en l’encourageant à avoir un plan à trois impliquant une autre femme. Marty a la chance de constater que Laura aime l’idée. Cependant il n’avait pas prévu qu’elle décide que, non seulement elle n’a pas besoin de son mari pour s’amuser avec les femmes, mais qu’elle finit également par les préférer aux hommes. Il ne s’attend pas non plus à ce qu’elle devienne une tigresse sexuelle qui séduit toutes les femmes qu’elle rencontre, y compris même la propre secrétaire de Marty.

## Distribution
- Mike Binder : Marty Barnes
- Mariel Hemingway : Laura Barnes
- Renée Humphrey : Didi
- Taylor Nichols : Billy
- Missy Crider : Diva
- Christopher Lawford : Dave Pembroke
- Joanna Heimbold : Evie Pembroke
- Kevin Pollak : le docteur Jerry Berman
- Stephen Baldwin : Murphy
- Anita Barone : Carol
- Kara Zediker : Ellen
- Marisol Nichols : Lucia
- Holland Taylor : Muriel
- Noah Stone : Danny

## Production
The Sex Monster recueille un score d’audience de 45% sur Rotten Tomatoes.